# Artur de Vasconcelos Sobral
Artur José Fernandes de Vasconcelos Sobral (Mértola, 1930-2016) foi um poeta e contista Português. Com o nome Vasconcellos Sobral, publicou nos anos 60 quatro livros e um conto incluído na Antologia do Conto Fantástico Português. Foi ainda autor do poema integrado no Epílogo da 4ª Sinfonia de Joly Braga Santos o qual chegou a ser proposto para Hino Mundial da Juventude.
Foi Condecorado em 2008 com a Medalha de Ouro do Concelho de Sintra. Faleceu no dia 6 de Abril de 2016, poucos dias depois de editar a sua última obra. Foi convidado pelo compositor Joly Braga Santos para escrever um poema para o final de sua 4ª Sinfonia (que já estava completa), para ser tocada no Congresso Mundial da Juventude que se realizou em 18/04/1968, no Cinema Tivoli, com a Orquestra Sinfônica Nacional e o Coro Gulbenkian (100 vozes). 
O efeito causado por seus versos foi de tal forma espetacular que grupos de diversos países sugeriram e o poema foi proposto para Hino Mundial da Juventude, o que acabou não se concretizando em por causa das ligações do compositor com o Estado Novo. 

## Obras

### Poesia
- O Quotidiano Gritado (1963)
- Tapume (1966)
- Heteroácido (1966)
- O Tempo e a Dor (1969)
- Na Memória dos Astros (1998)
- Homenagem à Música (2010)
- Fulgor nas Trevas - Os intérpretes (2016)

### Ficção
- O Odionauta (1967)- Conto incluído na Antologia do Conto Fantástico Português. (Fernando Ribeiro de Mello, editor)

## Refêrencias
1. ↑  «Actas da Câmara Municipal de Sintra». Cm-sintra.pt. Consultado em 5 de abril de 2010[ligação inativa]
2. ↑  «VASCONCELOS SOBRAL - Poesia Iberoamericana - Portugal - www.antoniomiranda.com.br». www.antoniomiranda.com.br. Consultado em 13 de agosto de 2025